# Porte Svinenská (Třeboň)
 (avril 2025).
La porte Svinenská est l'une des quatre portes des fortifications originales de la ville de Třeboň en Tchéquie. Elle est également connue sous le nom de Porte Trončíková.

## Histoire
La porte faisait partie de la ceinture de fortification intérieure. Elle est mentionnée dans des sources historiques dès 1379, et faisait donc partie de la forme la plus ancienne des fortifications de la ville de Třeboň. Elle a été réparée et reconstruite en 1525-1527 par Štěpánek Netolický. Sur la façade donnant sur la place Masaryk, se trouve une statue polychrome de Saint Florian dans une niche. Les pignons et la décoration en sgraffites datent de 1571. La porte a été construite sur la route menant de l'actuelle place principale Masaryk à la porte Novohradská. A proximité, au numéro 50 de la rue Krčínova se trouve l'ancienne synagogue de Třeboň, et au n° 49 l'ancienne école juive à Třeboň. Les trois autres portes de la ville s'appellent Porte Budějovická, Porte Hradecká et Porte Novohradská.